# Gaetano Michetti
Gaetano Michetti (* 5. März 1922 in Corridonia, Provinz Macerata, Italien; † 13. Dezember 2007 ebenda) war von 1975 bis 1998 römisch-katholischer Bischof von Pesaro.

## Leben
Gaetano Michetti empfing am 8. August 1948 in Fermo das Sakrament der Priesterweihe.
Papst Johannes XXIII. ernannte ihn 1961 zum Titularbischof von Irenopolis in Cilicia und bestellte ihn als Weihbischof im Erzbistum Fermo. Die Bischofsweihe spendeten ihm am 15. August 1961 Norberto Perini, Erzbischof von Fermo, und die Mitkonsekratoren Bischof Roberto Massimiliani und Erzbischof Egidio Bignamini. Am 9. Juli 1973 erfolgte durch Papst Paul VI. die Bestellung zum Koadjutorbischof des Bistums Pesaro, ab 1975 zum Bischof von Pesaro.
1998 wurde seinem Rücktrittsgesuch durch Papst Johannes Paul II. stattgegeben.